# Зохраб, Григор
Григо́р Зохра́б (арм. Գրիգոր Զոհրապ, Крикор Зохраб; 26 июня 1861, Константинополь, Османская империя — 19 июля 1915, Шанлыурфа, Османская империя) — западноармянский писатель, живший в Константинополе. Был также адвокатом, публицистом, общественно-политическим деятелем, занимался благотворительностью. В 1915 году стал жертвой геноцида армян. Был убит турецкими погромщиками во время депортации армянского населения из Западной Армении.

## Биография
Григор Зохраб родился 26 июня 1861 года в Константинопольском районе Бешикташ. Начальное образование получил в районном Макруянском лицее. Когда умер отец Григора, его мать во второй раз вышла замуж за одного известного адвоката. Семья переехала в Ортагюх, где Григор продолжил учёбу в лицее Таргманчац. В этот период он впервые начал писать стихи и сочинения.
В 1876 году он поступил в единственное высшее образовательное учреждение Турции того периода — в Галатасарайский лицей. Здесь он освоил геометрию и адвокатскую практику. В 1880 году устроился на работу в качестве писца в адвокатской конторе своего отчима, и одновременно посещал курс юриспруденции в Галатасарайском лицее. Вскоре этот лицей закрылся. Год спустя Зохраб перешёл в другое образовательное учреждение «Хугог», откуда ушёл спустя два года, не получив аттестата. В 1884 году в городе Эдирне сдал экзамен и получил сертификат юриста.
В начале 1880-х Зохраб занялся общественной деятельностью, а также стал заметной и многообещающей фигурой в литературном движении. Ещё в 17 лет, будучи сотрудником газеты «Лрабер», в своих статьях он проявлял интерес по поводу будущего своей нации. Получил звание профессора и преподавал уголовное право в Константинопольском университете. В 1883 году с помощью Акопа Пароняна начал издавать журнал «Еркрагунд». В дальнейшем этот журнал стал публиковать первый роман Зохраба — «Исчезнувшее поколение». В 1887 году роман был издан отдельной книгой.
В 1888 году Зохраб женился на Кларе Язынджян. Она была из богатой семьи армянской буржуазии. В этом браке родилось четверо детей — Левон, Долорес, Арам и Ермине. В 1892 году под его руководством публиковался журнал «Масис», который существовал лишь на протяжении одного года. В «Масисе» и в журнале «Аревелк» публиковались его первые произведения. Этот период стал расцветом для его творчества. Тогда он написал свой второй, неоконченный роман «Нардик». Кроме этого, он писал повести и общественные статьи на политические темы, которые принесли ему всеобщее признание.
Во время массовых убийств армян в 1894—1896 годах Зохраб на время отошёл от литературы и занимался в основном адвокатской деятельностью. В эти годы он защищал в судах армянских политических обвиняемых, спас многим из них жизнь. В 1906 году по приказу министра правосудия Зохрабу было запрещено принимать участие в судебных процессах в Турции. Причиной этому был судебный процесс над одним болгарским революционером. Зохраб проявлял слишком большую политическую активность, которая была не по нраву турецким властям.
После этого он отправился в Париж. Он хорошо владел французским языком, и в Европе ему удавалось издавать свои юридические труды. Там перед ним открывались большие перспективы, и в будущем он планировал переместиться вместе с семьёй из Европы в Египет. Однако после младотурецкого переворота Зохраб возвратился в Константинополь.
В 1908 году он был избран депутатом армянского Национального собрания и османского парламента. В парламенте 3охраб развернул энергичную деятельность, требуя признания политических и национальных прав всех народов страны. В 1909 году, во время резни армян в Адане, неоднократно выступал против погромщиков и требовал прекратить вести политику прежнего султана Абдул-Хамида II в отношении армян. В 1911 году он обратился к премьер-министру Турции по этим вопросам.
В январе 1914 года между Турцией и Россией было подписано соглашение, связанное с армянскими реформами, что гарантировало безопасную жизнь для жителей Западной Армении. Сам Зохраб выражал надежду на помощь России, вёл переговоры насчёт Армянского вопроса с посольствами крупных стран. Однако очень скоро началась Первая мировая война, что дало турецким властям хороший повод для осуществления геноцида армян. Подписанное соглашение уже ни во что не ставилось.
24 апреля 1915 года за одну ночь была арестована и подверглась депортации вся армянская интеллигенция Константинополя. Зохраб делал всё, чтобы освободить некоторых своих друзей. Он обращался к государственным деятелям, даже к Талаату-паше — министру внутренних дел Османской империи, с которым был хорошо знаком. Те давали пустые обещания. Его ждала та же участь.
Он был арестован в мае. Вместе с другим арестованным депутатом парламента Зохраб был выслан в Диярбакыр, чтобы предстать перед военным судом. В сопровождении одного жандарма они провели несколько недель в Алеппо. Некоторые источники утверждают, что освободить Зохраба пытался сам Джемаль-паша, но Талаат-паша настаивал на суде военного трибунала. Двое депутатов были отправлены в Урфу, где оставались в течение некоторого времени. Позже их взяли под стражу и выслали в Диярбакыр на машине. Григор Зохраб был убит в округах Шанлыурфы и Диярбакыра 19 июля. Есть версия, что он стал жертвой известных разбойников во главе с Черкезом Ахметом, Халилом и Назимом. По некоторым данным, турецкие погромщики раздавили его голову камнями. Известно, что убийцы были осуждены и казнены в сентябре того же года, по приказу Джемаль-паши.

## Творчество

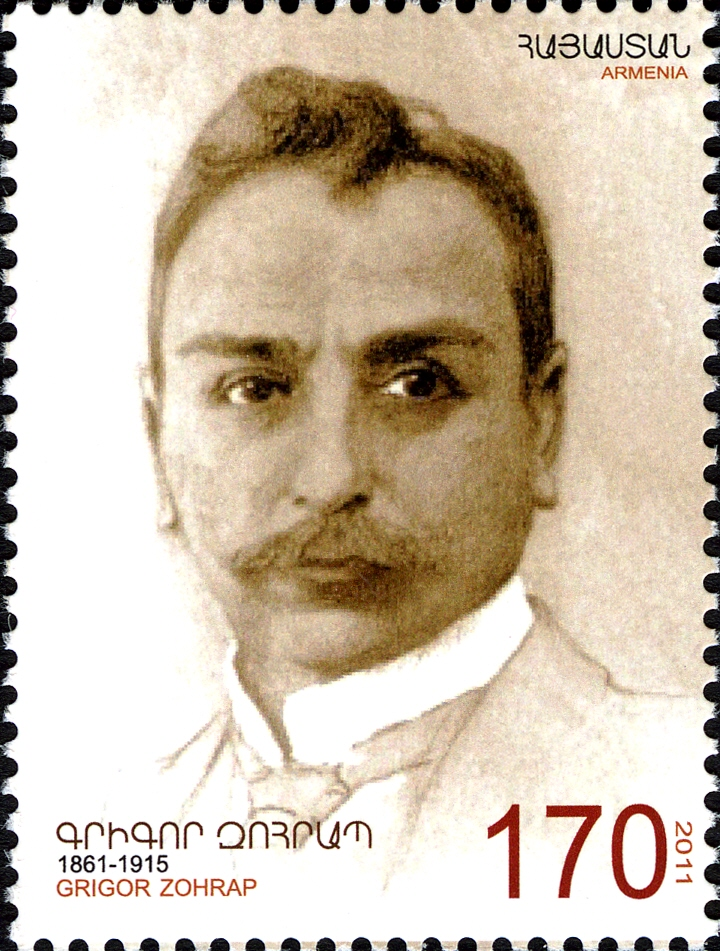
Почтовая марка Армении посвящённая Зохрабу, 2011 год

Григор Зохраб оставил богатое литературное наследие. Ценен его вклад именно в западноармянскую литературу. Его произведения и по сей день входят в школьную программу Армении. Некоторые его произведения переведены на иностранные языки, изданы почти на тридцати языках. Он автор романов, стихов, разных статей, но большей популярностью пользуются его новеллы.
Ещё с малых лет Зохраб пытался сочинять стихи, однако его поэзия не получила широкой известности. В 1883 году опубликовал свой роман «Исчезнувшее поколение», описывающий жизнь молодёжи Константинополя. Его новеллы издавались в трёх сборниках: «Голоса совести», «Жизнь как она есть» и «Безмолвные боли». С помощью динамичного стиля повествования, изящности языка, простоты, автору удавалось создавать психологические, берущие за душу образы. Он развивал традиции реализма в армянской литературе. В своих новеллах Зохраб рассматривал социальные проблемы трудящихся людей, их заботы, душевное состояние в разных несправедливых ситуациях. В его творчестве также встречаются романтические и сатирические истории.
В новелле «Долг отца» (1892) он исследовал человеческую трагедию, социальное неравенство. Главный герой, Усеп ага, после банкротства становится простым продавцом. После смерти любимой жены он не в состоянии обеспечить каждодневные нужды своих дочерей. Недвижимость продаётся, все накопления исчезают. Нуждающийся человек бродит по улицам, требуя милостыню, но ничего не получает. Чтобы скрыть свою скорбь от дочерей, он по ночам просит помощи у портрета покойной жены. В конце концов, не выдержав ударов судьбы, главный герой кончает с собой.
В новеллах «Магдалина» (1902), «Вдова», «Постал» (1901) главные героини — это бедные, брошенные женщины, оказавшиеся в жестоких жизненных обстоятельствах. Во «Вдове» автор рассказывает про женщину по имени Зардар, муж которой из родной деревни отправляется в Константинополь. Из-за бедности и высоких налогов в деревне муж Зардар вынужден зарабатывать в городе. Его отец тоже работал на чужбине, и теперь возвращается в деревню, поскольку сын заменил его. Однако вскоре муж Зардар, теряя совесть и стыд, женится на одной служанке, владевшей небольшими деньгами. Все заботы падают на плечи Зардар, и та делает всё, чтобы прокормить детей и родителей бывшего мужа. Неблагодарные старики в свою очередь обвиняют в измене сына жертвенную Зардар.
Новеллы Зохраба: «Счастливая смерть», «Аинка», «Забухо», «Нерсес», «Буря», «Прости, Господи» повествуют о трагедии «маленьких людей», алчности капиталистов и ростовщиков, нравах дворянских и буржуазных семей.